# Stefan Dąbrowski (ur. 1909)
Stefan Dąbrowski (ur. 11 marca 1909 w Łodzi) – polski polityk i elektryk; poseł na Sejm Ustawodawczy (1947–1952).

## Życiorys
Był absolwentem Gimnazjum Technicznego w Łodzi, po którym pracował jako elektryk. Był działaczem uniwersytetów ludowych oraz kół samokształceniowych, a także Związku Zawodowego Metalowców i Polskiego Związku Zachodniego. Był członkiem przedwojennego (od 1937) i powojennego Stronnictwa Ludowego, z ramienia którego był posłem na Sejm Ustawodawczy (1947–1952) z okręgu nr 43 Gliwice. W sejmie był członkiem Komisji Przemysłowej.